# Hiro Shimono
Hiro Shimono (下野 紘, Shimono Hiro) est un comédien de doublage et un chanteur japonais affilié à l'agence I'm Enterprise (ja). Il est né le 21 avril 1980, à Tokyo, au Japon.
Ses rôles notables incluent Keima Katsuragi dans Que sa volonté soit faite, Nai dans Karneval, Ayato Kamina dans RahXephon, Akihisa Yoshii dans Baka to Test to Shōkanjū, Norifumi Kawakami dans Ace of Diamond, Satoshi Mochida dans la série Corpse Party, Syo Kurusu dans la série Uta no Prince-sama (en), Zenitsu Agatsuma dans Demon Slayer: Kimetsu no Yaiba et Crematorium (Dabi en VO) dans "My Hero Academia"

## Biographie
Hiro Shimono est né le 21 avril 1980 à Tokyo au Japon. Quand il était au lycée, il a rejoint le club de théâtre. Alors qu'il fréquentait la Nihon Narration Engi Kenkyūjo (ja), il a passé une audition d'affiliation et est accepté par l'agence I'm Enterprise (ja). C'est en 2001 qu'il fait officiellement ses débuts en tant que seiyū dans le rôle de Theo Mohnemeier dans le jeu vidéo Atelier Lilie: The Alchemist of Salburg 3 (ja) de la série des Atelier. En 2002, il double sa première série davec le rôle d'Ayato Kamina dans RahXephon.
Le groupe ST☆RISH (en) reçoit le Prix de la meilleure performance musicale au 6e Seiyū Awards le 2 mars 2012 ; ce groupe est issu de la série Uta no Prince-sama (en) et est composé de Shimono, Takuma Terashima, Ken'ichi Suzumura, Kishō Taniyama, Mamoru Miyano et Junichi Suwabe. À partir de 2012, il a été récompensé en tant que « Best Kara'agenist » pendant huit années consécutives au « Karaage Grand Prix » parrainé par l'Association Japonaise du karaage (ja), qui décerne des récompenses aux personnes adorant le karaage.
Le 16 mars 2016, il lance sa carrière en tant que chanteur solo avec son single Real (ja) (リアル-REAL-) pour commémorer le 15e anniversaire de ses débuts en tant que comédien de doublage ; son single s'écoule en 23 000 exemplaires au cours de sa première semaine, étant classé 4e des ventes hebdomadaires par l'Oricon. Son premier mini-album, Color of Life (ja), sort le 14 mars 2018. Au cours d'un événement en ligne le 3 août 2020, Shimono annonce à la fois son premier album WE GO! et l'ouverture d'un compte Twitter personnel.
Le film Chronos Jaunter no densetsu (ja) (クロノス・ジョウンターの伝説) sort en salles au Japon en avril 2019 ; il s'agit du premier film en prise de vues réelles de l'acteur, dans lequel il joue le rôle du protagoniste Kazuhiko Fukihara.

## Filmographie

### Séries d'animation

#### Années 2000
- 2000 : Daa! Daa! Daa! – Santa Kurosu
- 2002 : RahXephon – Ayato Kamina
- 2003 : Bobobo-bo Bo-bobo – Shibito
- 2003 : Kaleido Star – Ken Robbins
- 2004 : Melody of Oblivion – Eran Vitāru
- 2004 : Sergent Keroro – Masayoshi Yoshiokadaira
- 2004 : Uta∽Kata (ja) – Rin
- 2005 : Cluster Edge (ja) – Agate Fluorite
- 2005 : Fushigiboshi no Futagohime – Bānā, Aurā
- 2005 : Hell Girl – Yuji Numata
- 2005 : SoltyRei – Yūto
- 2006 : D.Gray-man – Shifu
- 2007 : Ef: A Tale of Memories. – Hiro Hirono
- 2007 : Ghost Hunt – Tomoaki Sakauchi
- 2007 : Nagasarete Airantō – Ikuto Tōhōin
- 2007 : Ōkiku Furikabutte – Yūichirō Tajima
- 2007 : Sketchbook ~full color's~ (en) – Daichi Negishi
- 2007 : Tokyo Demon Campus – Tatsuma Hiyuu
- 2008 : Ef: A Tale of Melodies. – Hiro Hirono
- 2008 : Inazuma Eleven – Shinichi Handa, Fideo Ardena
- 2008 : Kannagi – Jin Mikuriya
- 2008 : Soul Eater – Hiro
- 2008 : Special A – Tadashi Karino
- 2009 : Asura Cryin' – Takuma Higuchi
- 2009 : Basquash! (ja) – Dan JD
- 2009 : Fairy Tail – Sho

#### Années 2010
- 2010 : Baka to Test to Shōkanjū – Akihisa Yoshii
- 2010 : Détective Conan – Moriwaki Minoru (Ep.566)
- 2010 : Mitsudomoe (ja) – Satoshi Yabe
- 2010 : Mobile Suit Gundam Unicorn – Takuya Irei
- 2010 : Nurarihyon no Mago – Kuromaru
- 2010 : SD Gundam Sangokuden Brave Battle Warriors (en) – Rikuson Zetaplus
- 2010 : Tantei Opera Milky Holmes – Rat
- 2010 : Que sa volonté soit faite – Keima Katsuragi
- 2010 : Yosuga no Sora – Haruka Kasugano
- 2011 : Appleseed XIII (en) – Yoshitsune
- 2011 : Baka to Test to Shōkanjū: Ni! – Akihisa Yoshii
- 2011 : Ben-To (en) – Yō Satō
- 2011 : Dragon Crisis! (ja) – Ryūji Kisaragi
- 2011 : Oretachi ni Tsubasa wa Nai – Takashi Haneda
- 2011 : 30-sai no hoken taiiku (ja) – Hayao Imagawa
- 2011 : Sket Dance – Sasuke Tsubaki
- 2011 : Que sa volonté soit faite II (saison 2) – Keima Katsuragi
- 2011 : Uta no Prince-sama Maji Love 1000% (en) – Syo Kurusu
- 2012 : Aoi sekai no chūshin de (en) – Tejirof
- 2012 : Bimbogami ga! – Momoo Inugami
- 2012 : Dakara boku wa, Ecchi ga dekinai. (en) – Ryōsuke Kaga
- 2012 : Danball Senki – Hiro Oozora
- 2012 : Kuroko's Basket – Yūsuke Tanimura[12]
- 2012 : Sket Dance – Sasuke Tsubaki
- 2012 : Tamako Market – Mechya Mochimazzi
- 2013 : L'Attaque des Titans – Connie Springer
- 2013 : GJ Club (en) – Kyōya Shinomiya
- 2013 : Karneval – Nai
- 2013 : Kotoura-san – Daichi Muroto
- 2013 : Log Horizon – Sojiro Seta
- 2013 : Senyu. (en). – Alba
- 2013 : The Devil Is a Part-Timer! – Hanzō Urushihara/Lucifer[13]
- 2013 : Kami nomi zo shiru sekai: Megami-hen (saison 3) – Keima Katsuragi
- 2013 : Uta no Prince-sama Maji Love 2000% (en) (saison 2)– Syo Kurusu, St Rish
- 2013 : Unbreakable Machine-Doll – Raishin Akabane
- 2013 : Tokyo Ravens – Tenma Momoe
- 2014 : Akatsuki no Yona – Zeno[14]
- 2014 : Baby Steps – Yukichi Fukasawa
- 2014 : Battle Spirits: Saikyou Ginga Ultimate Zero (en) – Miroku
- 2014 : Crayon Shin Chan – Rui
- 2014 : Ace of Diamond – Kawakami Norifumi
- 2014 : Laughing Under the Clouds (en) – Rakuchō Takeda
- 2014 : Gakumon! School of Monsters – Juzu[15]
- 2014 : Kaitô Joker – Spade
- 2014 : Magimoji Rurumo (ja) – Nishino
- 2014 : Nobunaga the Fool (en) – Brutus
- 2014 : Noragami – Shimeji
- 2014 : Toaru hikūshi e no koiuta (ja) – Noriaki Kashiwabara
- 2014 : Tonari no Seki-kun – Toshinari Seki
- 2014 : Wake Up, Girls! – Kuniyoshi Ōta
- 2014 : Z/X Ignition (ja) – Asuka Tennōji
- 2015 : St. Joseph Adventures – John Paul Gay Baga
- 2015 : Ameiro Cocoa (en) – Aoi Tokura
- 2015 : L'Attaque des Titans: Junior High-School – Connie Springer
- 2015 : Baby Steps (saison 2) – Yukichi Fukasawa
- 2015 : Durarara!!×2 – Aoba Kuronuma
- 2015 : Etotama – Takeru Amato
- 2015 : Jitsu wa watashi wa – Yūta Shimada[16]
- 2015 : Junjô Romantica 3 (saison 3) – Shiiba Mizuki
- 2015 : K: Return of Kings – Kotosaka
- 2015 : Kamisama Hajimemashita 2 (saison 2) – Yatori[17]
- 2015 : Tokyo Ghoul √A – Naki[18]
- 2015 : Uta no Prince-sama Maji Love Revolutions (en) (saison 3) – Syo Kurusu
- 2016 : Berserk - Isidro
- 2016 : Days – Jiro Haibara
- 2016 : Joker Game (ja) – Miyoshi[19]
- 2016 : Kamiwaza Wanda (ja) – Masato Kurosaki
- 2016 : Myriad Colors Phantom World (ja) – Haruhiko Ichijō[20]
- 2016 : Norn9 (ja) – Senri Ichinose[21]
- 2016 : Prince of Stride: Alternative – Ayumu Kadowaki
- 2016 : Servamp – Misono Arisuin
- 2016 : Scared Rider Xechs (ja) – Hiro Kurama
- 2016 : Mobile Suit Gundam Unicorn RE:0096 – Takuya Irei
- 2016 : Uta no Prince-sama Maji Legend Star (en) (saison 4) – Syo Kurusu
- 2016 : WWW.Working!! (ja) – Takuya Kōno
- 2016 : Twin Star Exorcists – Tenma Unomiya
- 2017 : L'Attaque des Titans (saison 2) – Connie Springer
- 2017 : Berserk (saison 2) – Isidro
- 2017 : ACCA: 13-Territory Inspection Dept. (en) – Jean Otus
- 2017 : Yowamushi Pedal: New Generation – Issa Kaburagi
- 2017 : Sakura Quest – Takashi Yamada
- 2017 : Tsurezure Children – Takao Yamane
- 2017 : Kaito x Ansa (ja) – Q Buster Head
- 2017 : Dive!! – Chikuwa, Takada
- 2017 : Restaurant to Another World – Sirius Alfade
- 2017 : My Hero Academia (saison 2) - Dabi (« Crematorium »)
- 2017 : Wake Up, Girls! Shin Shō – Kuniyoshi Ōta
- 2017 : Altaïr – Erbach
- 2018 : Pop Team Epic  – Popuko (épisode 6)
- 2018 : Tada Never Falls in Love (en) - Gentarō Yamashita
- 2018 : Junji Ito: Collection – Tōru Oshikiri, Kōta Kawai, Sugio
- 2018 : Yowamushi Pedal: Glory Line – Issa Kaburagi
- 2018 : My Hero Academia (saison 3) - Dabi (« Crematorium »)
- 2018 : L'Attaque des Titans (saison 3, 1re partie) – Connie Springer
- 2018 : Sword Gai: The Animation (en) — Marcus Lithos
- 2018 : Devils' Line — Shōta Akimura
- 2018 : Nil Admirari no tenbin: Teito genwaku kitan (ja) — Narration, Shinnosuk
- 2018 : Tokyo Ghoul:re — Naki
- 2018 : Dances with the Dragons (en) — Igi Dorie
- 2018 : Record of Grancrest War — Selge Constance
- 2018 : Gurazeni (ja) — Haruhiko
- 2018 : Yume ōkoku to nemureru 100-nin no ōji-sama (ja) - Schnee
- 2018 : Kishuku gakkō no Juliet – Eigo Kohitsuji
- 2018 : Dakaretai otoko 1-i ni odosarete imasu. (ja) – Tomo-kun
- 2019 : Fukigen na Mononokean (ja) — Shihou
- 2019 : My Roommate Is a Cat (ja) — Atsushi Kawase
- 2019 : Demon Slayer: Kimetsu no Yaiba - Zenitsu Agatsuma
- 2019 : Hensuki — Keiki Kiryū
- 2019 : Isekai Cheat Magician — Kasim
- 2019 : High School Prodigies Have It Easy Even In Another World - Elk
- 2019 : L'Attaque des Titans (saison 3, 2de partie) – Connie Springer
- 2019 : My Hero Academia (saison 4) - Dabi (« Crematorium »)
- 2019 : African Office Worker (en) — Ōhashi (Toucan)
- 2019 : Special 7: Special Crime Investigation Unit (ja) — Seiji "Rookie" Nanatsuki
- 2019 : Phantasy Star Online 2: Episode Oracle — Afin

- 2023 : One piece  -Momonosuke Adulte

#### Années 2020
- 2020 : The 8th Son? Are You Kidding Me? (en) - Erwin von Alnim
- 2020 : Dorohedoro — Insect Sorceror
- 2020 : Dragon Quest : La Quête de Daï — Deroline
- 2020 : Listeners — Hole
- 2020 : Peter Grill and the Philosopher's Time (en) — Peter Grill
- 2020 : Talentless Nana — Nanao Nakajima
- 2020 : Sleepy Princess in the Demon Castle (en) — Le héros Akatsuki
- 2021 : Kemono Jihen – Nobimaru
- 2021 : Log Horizon: Destruction of the Round Table (saison 3) – Sojiro Seta
- 2021 : I★Chu: Halfway Through the Idol (ja) – Eva Armstrong
- 2021 : Bakuten!! (ja) – Nagayoshi Onagawa
- 2021 : The Dungeon of Black Company – Wanibe
- 2021 : Kimetsu no yaiba: Yūkaku-hen – Zenitsu Agatsuma
- 2021 : Tokyo Revengers – Rindo Haitani
- 2021 : Black Clover – Nacht Faust
- 2023 : Undead Murder Farce – Le Fantôme de l'Opéra
- 2024 : Terminator Zero

### OAV
- Baka to Test to Shōkanjū: Matsuri – Akihisa Yoshii
- Corpse Party: Missing Footage – Satoshi Mochida
- Corpse Party: Tortured Souls – Satoshi Mochida
- Cyborg 009 Vs. Devilman – Cyborg 0018/Seth[22]
- GJ Club@ – Kyōya Shinomiya
- Isekai no Seikishi Monogatari – Kenshi Masaki
- Love Pistols – Tsuburaya Norio
- Megane na Kanojo – Tatsuya Takatsuka
- Memories Off 3.5: Omoide no Kanata he – Shōgo Kaga
- Pokémon Générations - Cornil
- Saint Seiya: The Lost Canvas – Alone/Hades
- Tsubasa Tokyo Revelations – Subaru
- The World God Only Knows – Keima Katsuragi

### Films d'animation
- RahXephon: Pluralitas Concentio (2003) – Ayato Kamina
- Cencoroll (2009) – Tetsu
- Inazuma Eleven: Saikyō Gundan Ōga Shūrai (2010)– Shinichi Handa
- Inazuma Eleven GO vs. Danbōru Senki W (2012) – Hiro Ōzora
- K: Missing Kings (2014) - Kotosaka
- La chance sourit à madame Nikuko (2021) - le lézard et le gecko

### Jeux vidéo
- Aquakids – Rei
- Aria The Natural: Tooi Yume no Mirage – Protagonist
- Atelier Lilie: Salburg's Alchemist 3 – Theo Mohnmeier
- Beast master & Prince – Lucia
- Black Wolves Saga: Bloody Nightmare – Richie
- Black Wolves Saga: Last Hope – Richie
- Corpse Party: Blood Covered Repeated Fear – Satoshi Mochida
- Corpse Party: Blood Drive – Satoshi Mochida
- Corpse Party: Book of Shadows – Satoshi Mochida
- Chaos Rings – Zhamo
- Cherry Blossom – Satsuki Ôse
- D→A: White – Tōya Shinjō
- Dai Gyakuten Saiban – Ryunosuke Naruhodo
- Danganronpa V3 - Kokichi Ôma
- Disgaea 2: Cursed Memories – Taro, Prism Red
- Disgaea 3 – Almaz fon Almadine Adamant
- Eternal Sonata – Allegretto
- Eureka Seven: TR1: New Wave – Sumner Sturgeon
- Final Fantasy XIII – Orphan
- Fire Emblem Engage – Alear (homme)
- Fire Emblem Heroes – Alear (homme), Wolt
- Genshin Impact – Lyney
- Gloria Union – Ishut, Ashley
- Issho ni Gohan – Toriyama Yosuke
- Môjuutsukai to ôjisama – Lucia
- NORN9 – Ichinose Senri
- Phantasy Star Online 2 – Afin
- Phantom Brave – Ash
- Project X Zone – Zephyr
- Project X Zone 2 - Zephyr
- RahXephon: Sōkyū Gensōkyoku – Ayato Kamina
- Resonance of Fate – Zephyr
- Rune Factory 4 – Kiel (Japanese ver.)
- Seishun Hajimemashita! – Kaoru Kasugame
- Shadow Hearts 2 – Kurando Inugami
- Shikigami no Shiro: Nanayozuki Gensōkyoku – Rei Kanan
- Shinobi, Koi Utsutsu - Garaiya
- Shōjo Yoshitsuneden – Benkei Musashibō
- Super Robot Wars MX – Ayato Kamina
- Super Heroine Chronicle – Claude[23]
- Tales of Symphonia: Dawn of the New World – Emil Castagnier
- Tales of the World: Radiant Mythology 3 – Emil Castagnier
- Tartaros – Soma
- Teikoku Sensenki, Shu Hishin
- The Last Story, Yuris
- Uta no Prince-sama – Syo Kurusu
- Uta no Prince-sama Repeat, Syo Kurusu
- Uta no Prince-sama Sweet Serenade, Syo Kurusu
- Uta no Prince-sama Amazing Aria, Syo Kurusu
- Uta no Prince-sama All Star, Syo Kurusu
- Uta no Prince-sama All Star After Secret, Syo Kurusu
- Wild Arms 5, Dean Stark
- #COMPASS, Marcos'55
- Xenoblade Chronicles 2, Rex
- Zack & Wiki: Quest for Barbaros' Treasure, Zack

### Radio
- Voice Crew, Kaori Mizuhashi's 12th Century personality
- Radio Misty with Yūki Kaji

### CD drama
- -8 (Minus Eight) – Tonami Otohiko
- Ai no Fukasa wa Hizakurai – Subaru Sakashita
- Alice=Alice – King
- Alice's Adventures in Wonderland – The Hatter
- Beauty Pop – Kei Minami
- Bokura no Unsei: Seifuku to Anata – Sugiura
- Chrome Shelled Regios – Layfon Wolfstein Alseif
- Corpse Party – Satoshi Mochida
- Egoist Prince – Rolf's help boy
- Eien no Shichigatsu – Ryuusuke Saitô
- Heart Supplement Series – (Sunday) Hinata
- Honoka na Koi no Danpen o – Toranosuke
- Honto Yajuu – Yamase
- Junk!Boys – Ayame Suhara
- Karneval – Nai
- Kotoba Nante Iranai Series 1: Kotoba Nante Iranai – Takumi Sahara
- Kotoba Nante Iranai Series 2: Iki mo Dekinai kurai – Takumi Sahara
- Kindan Vampire 2 – Mateus von Weiseheldenburg
- Kyôdai no Jijô Series 1: Kyôdai no Jijô – Juri Mizuhashi
- Kyôdai no Jijô Series 2: Koibito bo Jijô – Juri Mizuhashi
- Love Neko – Mimio
- Maid-sama – Shôichiro Yukimura
- Norn9 – Senri
- Oz to Himitsu no Ai – The third key: Keisa
- Saint Seiya Episode.G – Leo Aiolia
- Shimekiri no Sono Mae ni!? – Tomohisa Tsutsugi
- Shinsengumi Mokuhiroku Wasurenagusa Vol.4 – Tôdô Heisuke
- Sôbô Sangokushi – Riku Son (Lu Xun)
- Storm Lover 2nd – Isuzu Kazuhisa
- Teikoku Sensenki – Shu Hishin
- Toriai Kyôdai – Gyoto Ashikawa
- Tsuki ni Ookami – Tsukishiro
- Ubu Kare – Taiki
- Waga Mama dakedo Itoshikute – Shūji Adachi
- Yosei Gakuen Feararuka -Futago no Sylph ni Goyojin- – Tooru
- Yatamomo - Momo

### Doublage
- Bones – Clinton Gilmore
- Chloe – Michael Stewart
- The Contract – Chris Keene
- The Dust Factory – Ryan Flynn
- Hot Wheels Acceleracers – Nolo Pasaro
- The Naughty List – Snowflake
- RWBY – Jaune Arc
- Star Wars: The Clone Wars – Jaybo Hood